# سوزاق (ولایت اندیجان)
سوزاق (به ازبکی: Suzak) یک منطقهٔ مسکونی در ازبکستان است که در شهرستان شهر خان واقع شده‌است.